# Chinatown Nights (film 1929)
Chinatown Nights è un film muto del 1929 diretto da William A. Wellman.

## Produzione
Il film, con il titolo di lavorazione Tong War, fu prodotto dalla Paramount Pictures (sotto la dizione Paramount Famous Lasky Corporation).

## Distribuzione
Distribuito dalla Paramount Pictures e presentato da Jesse L. Lasky e Adolph Zukor, il film fu proiettato in prima il 23 marzo 1929 per uscire nelle sale cinematografiche USA il seguente 30 marzo. In Irlanda, fu distribuito il 29 novembre 1929. Nel 1930, uscì in Portogallo (11 agosto, con il titolo A Fronteira da Morte) e in Francia (28 novembre, come Quartier chinois).